# Враг народа (фильм)
«Враг народа» (бенг. গণশত্রু, Gônoshotru) — фильм-драма 1990 года индийского режиссёра Сатьяджита Рая. Фильм является адаптацией пьесы Генрика Ибсена «Враг народа».

## Сюжет
Действие фильма происходит в маленьком городке в Бенгалии. Доктор Ашок Гупта руководит местной больницей. Младший брат доктора, Нишрит, возглавляет комитет, занимающийся вопросами больницы и храма, которые были построены местным промышленником. Храм также является крупной туристической достопримечательностью.
Доктор Гупта уверен, что святая вода в храме загрязнена из-за повреждения труб и это является причиной эпидемии в городе. Он предупреждает об этом своего брата Нишрита. Нишрит, промышленник и другие официальные лица города отвергают мысль о том, что святая вода может быть причиной эпидемии, и отказываются закрыть храм для проведения ремонта.
Доктор Гупта хочет написать статью в газете, чтобы предупредить людей, но редактор под давлением влиятельных лиц отказывается публиковать её. Тогда доктор Гупта пытается организовать общественное собрание, которое также саботировали, а доктора провозгласили врагом народа.

## В ролях
| Актёр              | Роль              |
| ------------------ | ----------------- |
| Соумитра Чаттерджи | доктор Ашок Гупта |
| Сатья Банерджи     | промышленник      |
| Дритиман Чаттерджи | Нишрит Гупта      |
| Субхенду Чаттерджи | Биреш             |
| Дипанкар Дэй       | Харидаш Баггхи    |
| Вишва Гуха Такурта |                   |
| Рума Гуха Такурта  | Майя Гупта        |
| Манодж Митра       |                   |
| Гобинда Мукхерджи  |                   |
| Мамата Шанкар      | Индрани Гупта     |

## Награды
- Best Bengali Film, Нью-Дели, 1989